# Bluefield (Virginia)
Bluefield è un comune (town)  degli Stati Uniti d'America della contea di Tazewell, nello Stato della Virginia. Nel censimento del 2010 aveva 5 444 abitanti.
Si trova al confine con la Virginia Occidentale e forma un'unica area metropolitana con l'omonima cittadina appartenente alla Contea di Mercer di questo stato.

## Sport
I Bluefield Blue Jays, la squadra di baseball locale che appartiene alla Minor League Baseball, gioca le sue partite al Bowen Field, uno stadio nel parco cittadino che ospita anche la formazione della vicina omonima cittadina di Bluefield della Virginia Occidentale.